# ボーイング707
ボーイング707
トランス・ワールド航空のボーイング707-300
- 用途：旅客機
- 製造者：ボーイング
- 運用者：
  - パンアメリカン航空
  - トランス・ワールド航空
  - アメリカン航空
  - エールフランス
  - ノースウエスト航空
  - ほか
- 初飛行：1957年12月20日
- 生産数：1,010
- 運用開始：1958年10月26日
- 運用状況：旅客型は2019年に終了、
軍用型は運用中

ボーイング707（Boeing 707）は、アメリカのボーイング社が開発した4発式のジェット旅客機。
1950年代初頭に原型機の367-80の開発が開始され、胴体直径の拡大といった改設計を経て1958年に路線就航した。ダグラス DC-8やコンベア880（CV880）と並ぶ、第1世代ジェット旅客機を代表する機種であり、ボーイングの7X7シリーズの始祖でもある。
1950年代後期、世界の民間航空業界における大型ジェット旅客機の商業的優越を決定づけた、航空史に残る歴史的機体である。ジェットエンジンの高出力を活かして機体大型化と速度向上を図り、それ以前の大型レシプロプロペラ旅客機を遥かに凌駕する定員100名超の輸送力と、（商業運航される大多数の旅客機の実用上限速度として21世紀初頭に至っても踏襲される）マッハ0.8級の快速を両立させた。また、主翼下のポッドに吊り下げて装備したエンジン、座席をどのような間隔で配置しても窓なしの座席が生じないように小さく多数並べたキャビン窓という、以後のジェット旅客機の基本的なスタイルを確立した。
その高い完成度から世界各国の民間航空会社の他、政府・軍の公用機としても広く採用され、1991年までの長期にわたって1,000機以上が生産される商業的成功を収めた。また派生形のボーイング720も開発されたほか、胴体設計の流用で、中型3発ジェット機727、小型双発ジェット機737をも産み出す母体となったことは特筆される。707に始まる一連のジェット旅客機シリーズの成功で、ボーイング社はその後半世紀以上に渡り世界的な旅客機メーカーとしての地歩を固めることに成功した。

## 概要

### 367-80

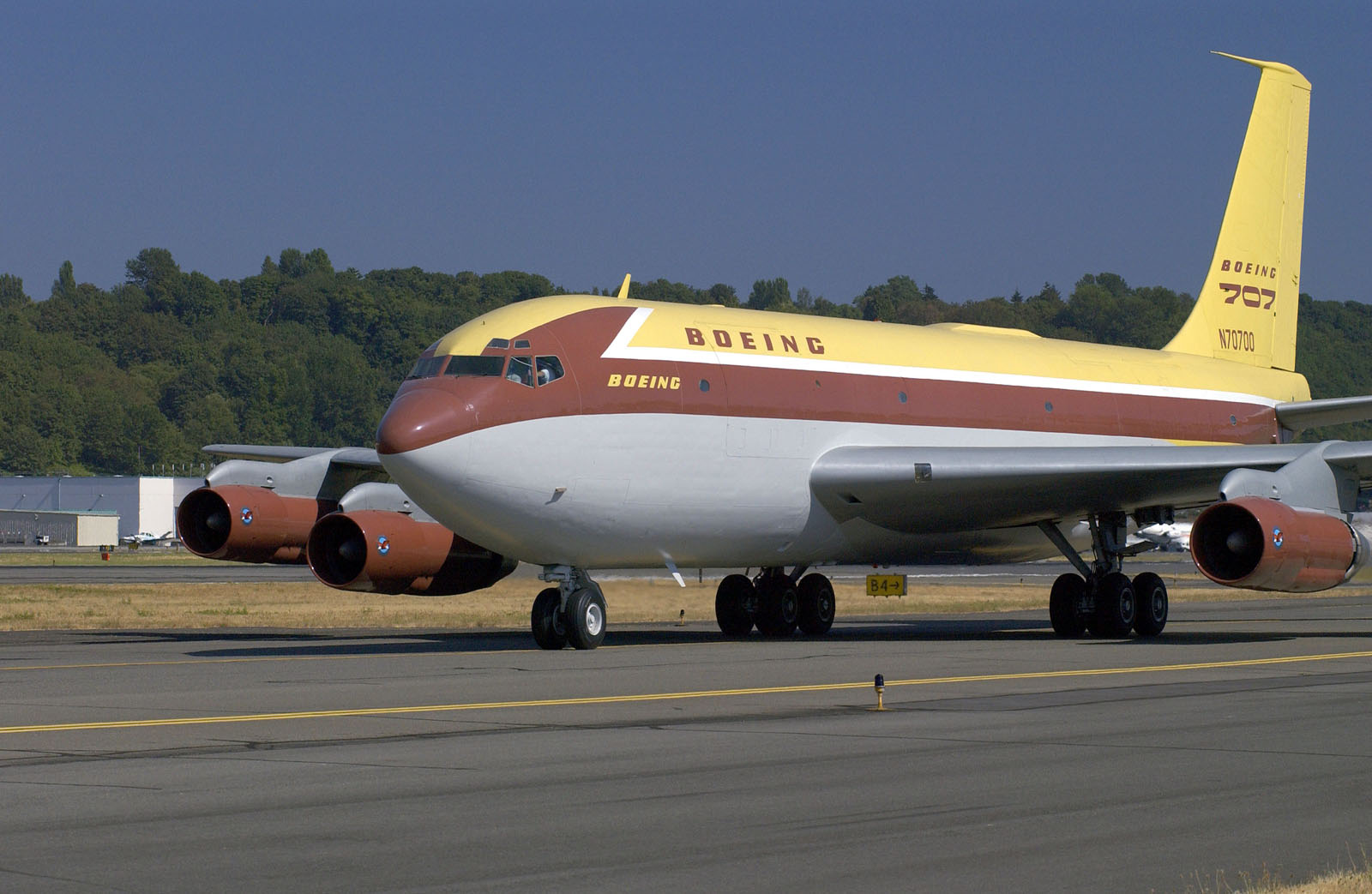
ボーイング367-80

707の原型機は367-80である。第二次世界大戦後に完成した爆撃機、B-47で大型ジェット機の基本型を確立したボーイングは、アメリカ空軍初の大型ジェット輸送機として採用される事を見込んで、1940年代後半から自社資金でジェット輸送機の開発に着手し、1954年に原型機367-80（ダッシュ80）を初飛行させた。
パイオニアにつきものの初期トラブルを克服した後、東西冷戦下における急激なジェット爆撃機の普及に伴い当時需要が切迫していた空中給油機仕様のKC-135として先ず大量発注を受けた。

### 開発

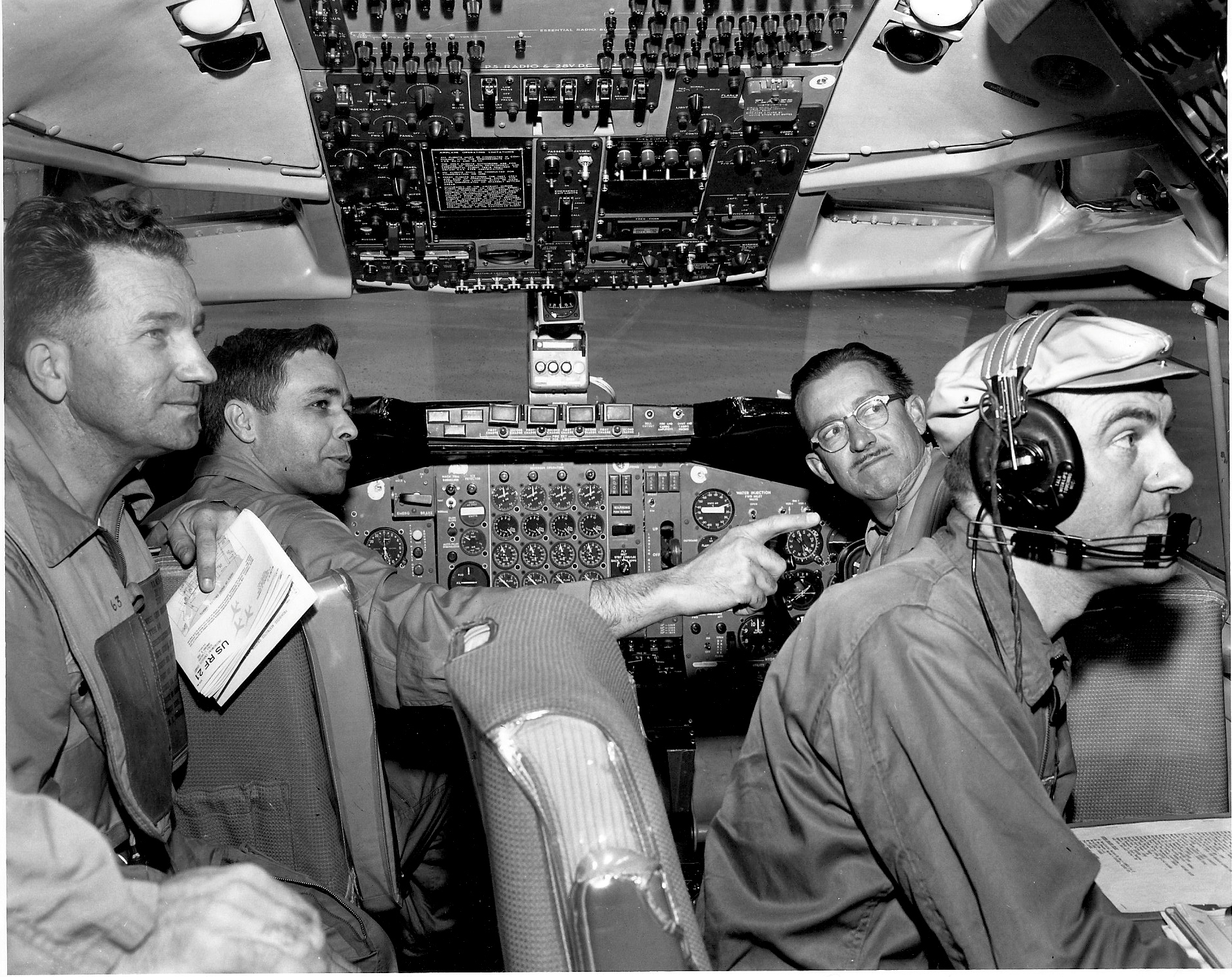
ボーイング707のコックピット

ボーイングは、367-80を開発中の1952年4月に、367-80の胴体直径を6インチ（15cm）拡大した旅客型（後の707）の開発を開始した。なおこれはボーイングとしてはプロペラ機である377以来の大型旅客機、かつ初めてのジェット旅客機の開発となったが、これは航空会社からの発注も受けていないいわば見切り発車であった。
しかし、ファン・トリップ率いるパンアメリカン航空は、即座に20機を正式発注した。パンアメリカン航空はイギリスのデ・ハビランド・DH.106 コメット Mk.1を発注していたものの、コメット連続墜落事故を受けて生産が中断していたために代替機となるジェット旅客機の早期導入を希望していたのであった。
また、初期のコメット（Mk.1/2/3）は航続距離が短く、旅客定員もダグラスDC-6やDC-7C、ロッキード コンステレーション等の従来のプロペラ機と同等かそれ以下であったが、その一方で高速性のみならず快適性もジェット機はプロペラ機の比ではない事が明らかになり、航空会社からは、過渡的なターボプロップ機よりむしろ、本格的なジェット旅客機の登場が待たれるようになっていた。
乗客数も巡航速度も標準的なプロペラ機の約2倍、初期型コメットと比較しても輸送力・速力とも大幅に凌駕したボーイングの新型ジェット旅客機は、コメットMk.1 の事故調査で得られた教訓を採り入れ入念な安全対策が図られた。さらにアドバイザーとして（多分に宣伝効果を狙って）チャールズ・リンドバーグを招聘し、初めから大西洋無着陸横断が可能な仕様で設計され、デビュー前から圧倒的な人気を誇り、パンアメリカン航空の正式発注を皮切りにアメリカン航空やエールフランス、ヴァリグ・ブラジル航空など世界各国の航空会社から多数の注文を受けた。またアメリカ政府に対する影響力を擁するボーイングが、FAAに対する政治力を発揮して、対策改良型コメット Mk.4 に対する耐空証明再発行を先延ばしし続けさせたとも言われており、その間に十分な開発期間が確保された。
しかしながら最初に発注したパンアメリカン航空は、ボーイングが大型旅客機の開発経験が少ないこと、さらに直近に開発した大型レシプロ旅客機の377が、事故・故障の多発する問題が多い機材であったこともあり、万が一開発に失敗した時の「保険」として、ライバルのダグラス DC-8も25機発注していた。
なおボーイング社では当初、新型ジェット旅客機のネームを「700」と計画していたが、広告代理店からイメージ戦略のアドバイスを受けた営業部門の意見で、700番台の初形式であるにもかかわらず700-706を飛ばして「7」を二つ含んだ「707」のネームが与えられた。以後、ボーイングのジェット輸送機は基本的に「7X7」のネームを与えられることになり、その伝統は半世紀以上にわたって継続している。

### 就航

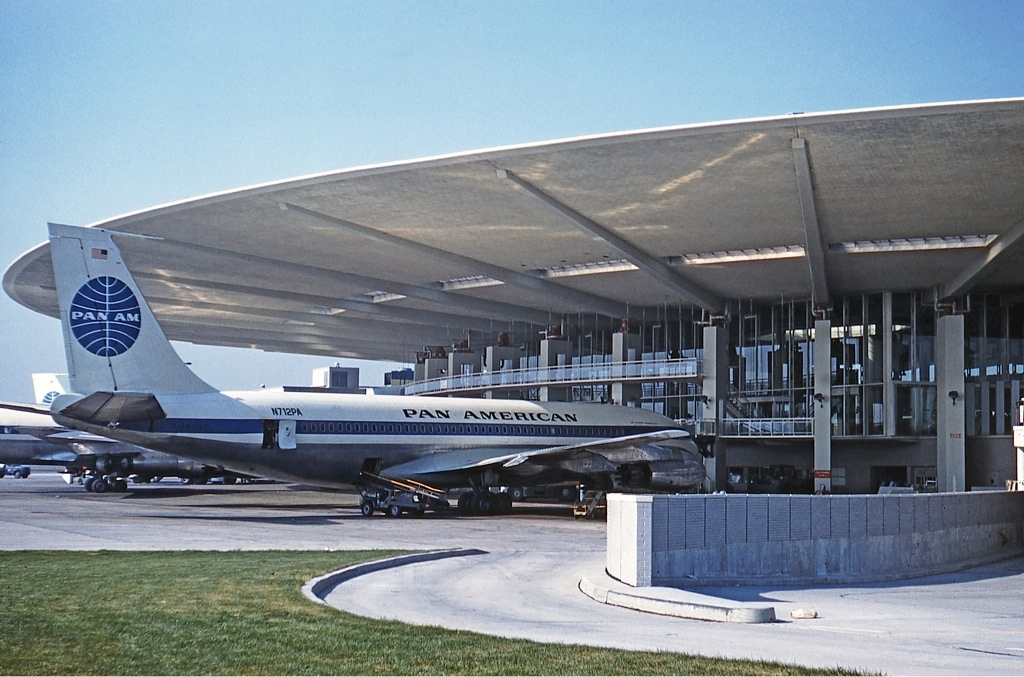
パンアメリカン航空のボーイング707-120

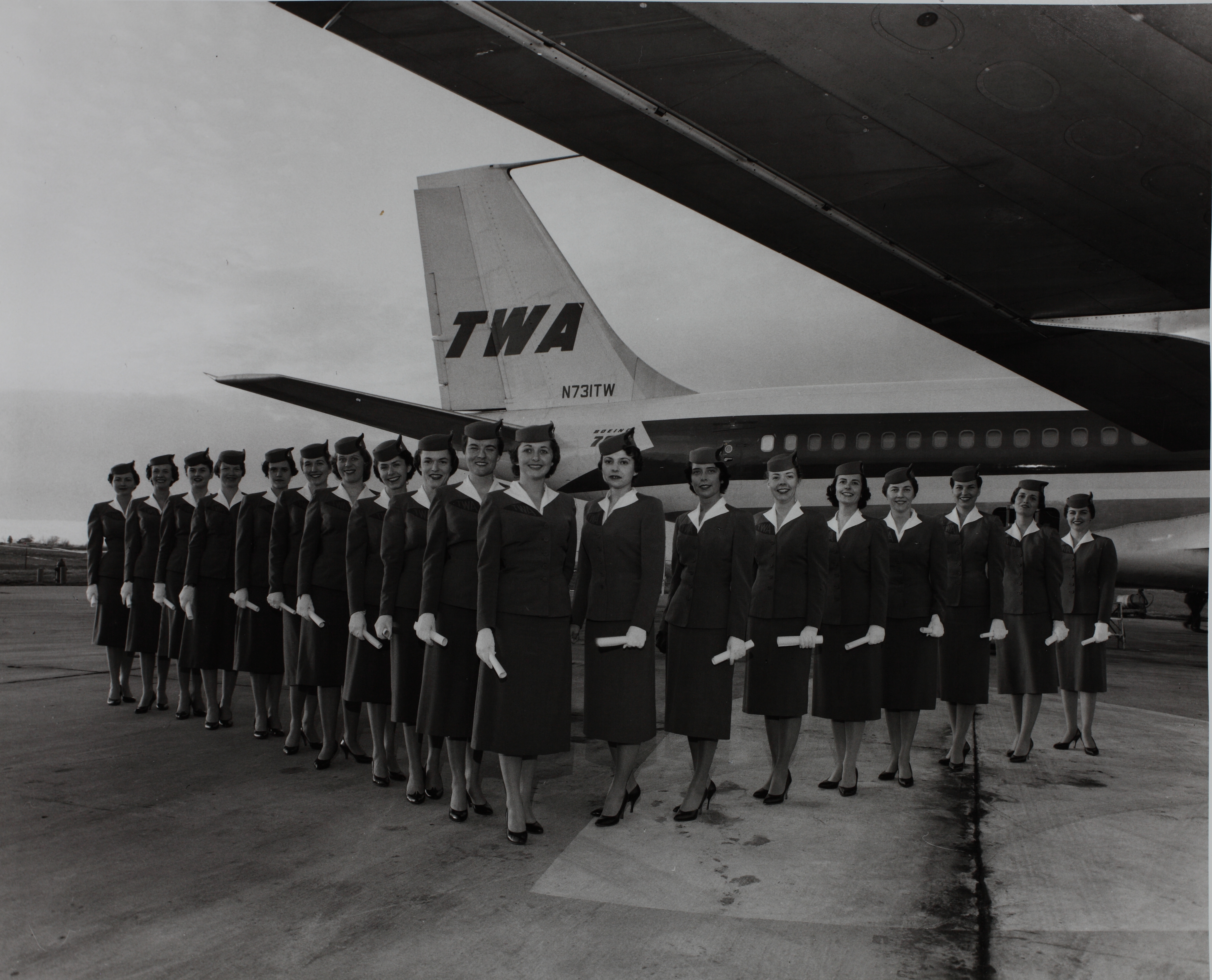
トランスワールド航空のボーイング707-131

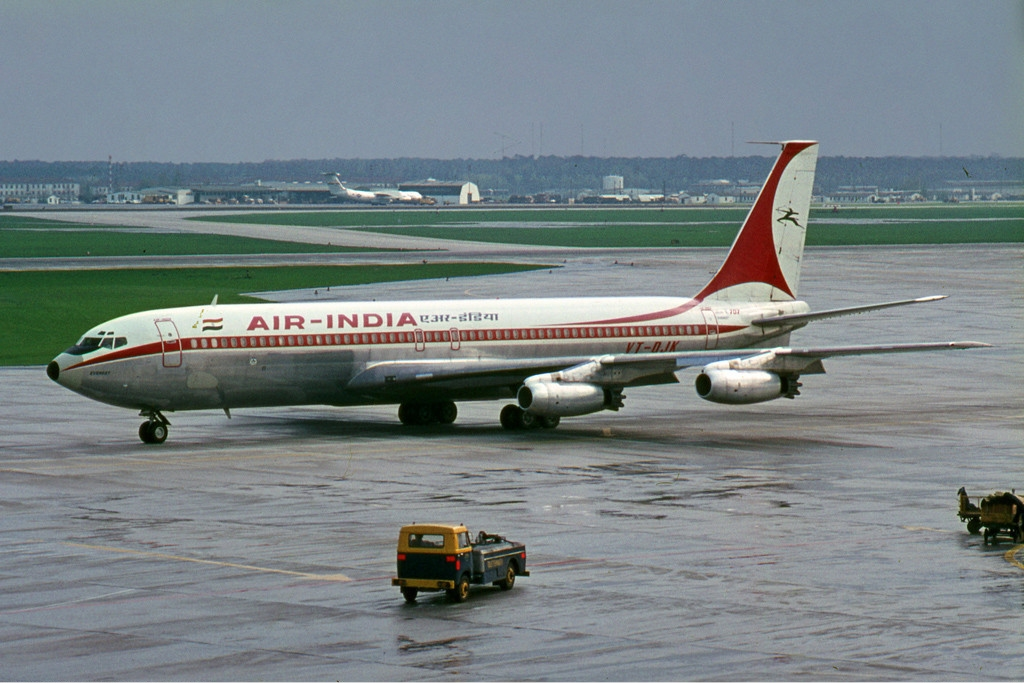
エア・インディアのボーイング707-458

その後は順調に開発が進み、デ・ハビランド DH.106 コメットMk.1 の初就航に遅れること6年、ソ連のツポレフTu-104の就航（1956年9月1日）に遅れること2年の1958年10月26日、パンアメリカン航空のニューヨーク（アイドルワイルド国際空港）-パリ（オルリー空港）線に就航した。
より小型で航続距離も少ないデ・ハビランド DH.106 コメットや、ツポレフTu-104には後れを取ったものの、ライバルのダグラス DC-8に先立つこと1年弱、コンベア880に先立つこと1年であった。
デ・ハビランド コメットやTu-104、シュド・カラベル等のヨーロッパ勢に先行された707だったが、その長距離幹線用旅客機としての進歩的コンセプトと、6列座席配置を可能とした絶大な輸送力は、世界の主要航空会社から期待された次世代機材の具現化であり、その後の運用と競争では大きくリードした。1958年10月4日にコメット Mk.4 が大西洋路線にようやく再就航した時には、707の進空は間近の情勢であって、実際に世界の殆どの航空会社は、ジェット輸送機でも最初期の機体の改良型であるコメットMk.4ではなく、より大型の707やDC-8などの新世代ジェット機を選択した。
パンアメリカン航空に次いでトランス・ワールド航空や英国海外航空、ノースウェスト航空などでも導入され、その多くが太平洋や大西洋横断路線、アメリカ大陸横断路線などの長距離かつ需要の大きい路線に投入された。
その結果、既に鉄道の旅客シェアを航空が大幅に奪取しつつあったアメリカ国内はもとより、大陸間を移動する優等客のほとんどが短期間で航空利用に転移するに至った。1950年代に至るまでクイーン・メリーやユナイテッド・ステーツなどのオーシャン・ライナーが大きなシェアを占めていた大西洋横断航路や、アメリカンプレジデントラインズ、日本郵船・大阪商船等が運航していた太平洋横断定期航路は、旅客収益が急激に悪化した。
特に大西洋横断航路への影響は大きく、1969年に大西洋横断航路に就航したクイーン・エリザベス2はクイーン・メリーよりも経済性を配慮して小型化し他の航路にも投入できる設計とされた（同船は定期航路よりもクルーズ客船としての運用を主とするようになった）。海運会社各社も収益構造を変えるため、アメリカンプレジデントラインズのように旅客事業から撤退し貨物事業へ集中する会社が続出した。また造船業界は貨物船が中心の業態へと変化するなど、19世紀から続いた長距離定期旅客船の時代に終止符が打たれることになった。

### 経過
707就航当時に懸念された燃費も旺盛な旅客需要で相殺されることが分かり、さらに改良型が相次いで投入されたことで燃費も向上し、1960年代に入るとアメリカ国内の航空会社のみならず、アジアやヨーロッパ、南アメリカやアフリカなど世界各国の多くのフラッグ・キャリアの主力長距離路線に就航した。
1960年代から1970年代にかけて、ライバルのコンベア880やヴィッカースVC-10、さらにダグラスDC-8が生産中止となり、またより大型のマクドネル・ダグラスDC-10やロッキードL-1011などが新たに就航する中、707は1970年に就航した大型長距離用機のボーイング747から中型短距離用機材のボーイング727とボーイング737に至る、ボーイングのジェット旅客機のラインナップの中核としてその後も順調に受注数を伸ばした。
さらに派生機種で中・短距離向けのボーイング720が開発されたほか、機首・胴体構造は部分的にボーイング727やボーイング737型機にも流用された。なお長胴型が相次いで開発されたダグラスDC-8とは異なり、主脚が短いことやより大型のボーイング747が存在したこと、そして1970年代に入ると後継機となるセミワイドボディ・250席級のボーイング767の開発が始まったことなどから長胴型は開発されなかった。

### 生産終了
民間型は、中長距離向けの後継新型機であるボーイング767とボーイング757型機の生産本格化に伴い、1982年に生産終了した。その後も生産が続けられた軍用型が1991年に生産終了されるまでの33年間に、民間型と軍用型を含めると1,010機が製造される、歴史的ベストセラー機としての記録を残した。
大型ジェット旅客機の処女作にしてベストセラーになった707は、レシプロ機時代に旅客機分野での存在感が希薄であったボーイングを、21世紀初頭には、世界のジェット旅客機販売における半分以上のシェアを占めるまでに成長させる原動力となった。

### 現在

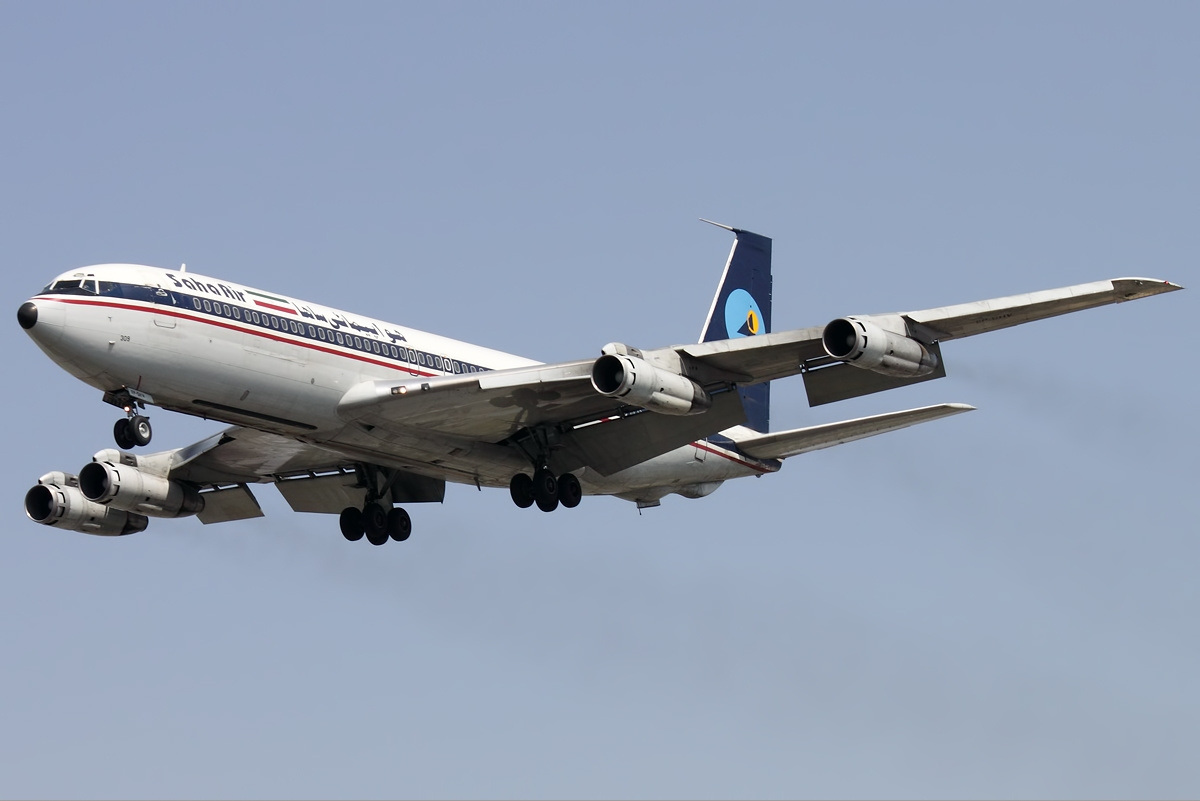
サーハー航空のボーイング707

1980年代中半頃より、ボーイング767やエアバスA310などの新世代機の導入や老朽化、欧米、日本などの先進諸国を中心とした騒音規制の強化の影響を受けて多くが引退した。民間では、ダグラスDC-8のようにCFM56にエンジンを換装して使用するケースはほぼなかった。
しかし使い勝手の良いサイズや信頼性の高さから、エンジンや航法装置を中心とした幾度かの近代化改修を経て、一号機の就航から60年以上を経過した現在も数機が貨物型に改装され利用されている。イランのサーハー航空は事故で全損する2019年1月まで貨客便として運航しており、ボーイング707を旅客運航した最後の航空会社となった。
他にはアメリカ空軍やイスラエル空軍、イラン空軍を始めとする世界中の空軍、政府で軍用型への改修機が使用されている。これら軍用型にはエンジンを低騒音対策型に換装したアップデート版も含まれる。

## バリエーション

### -120

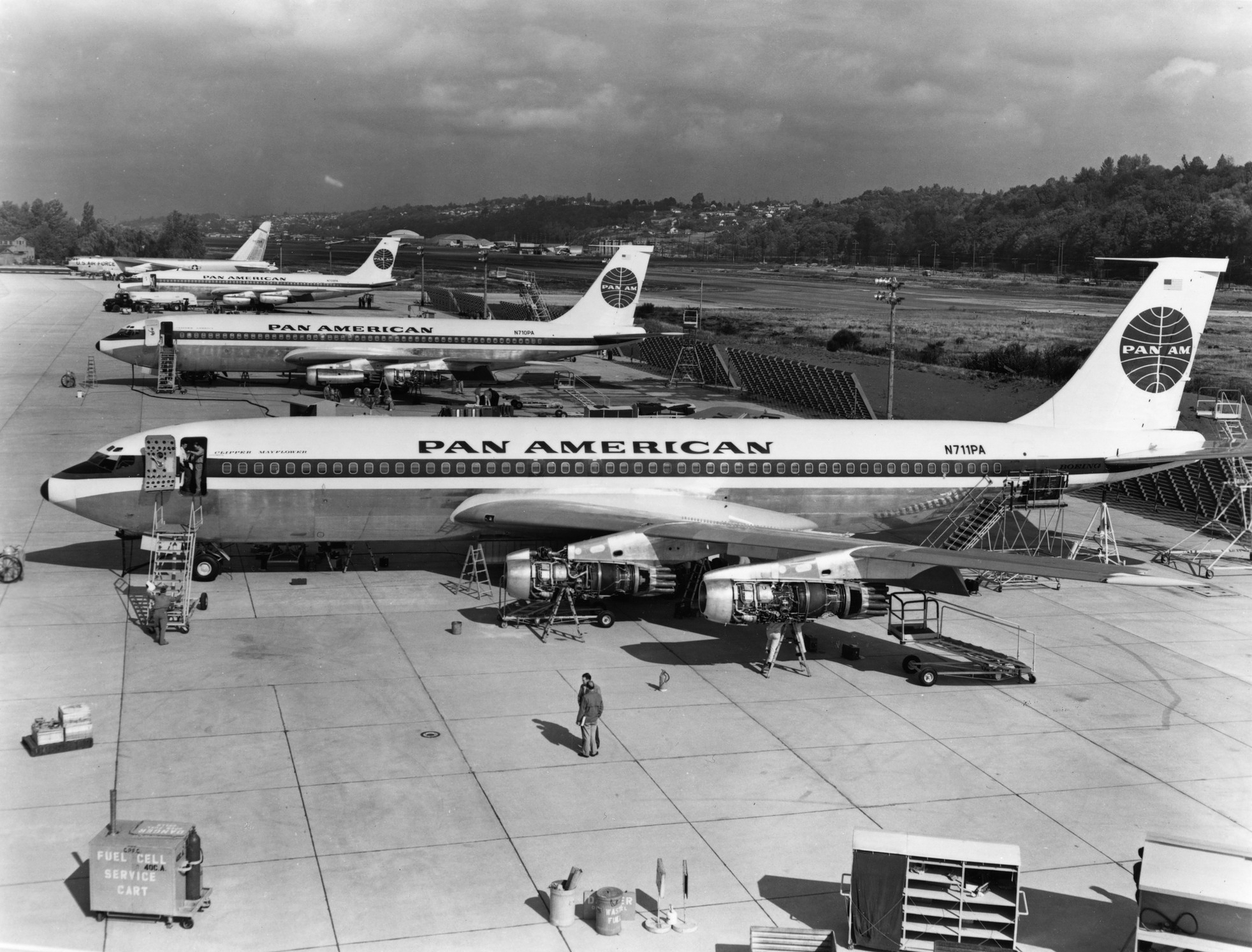
パンアメリカン航空のボーイング707-120型

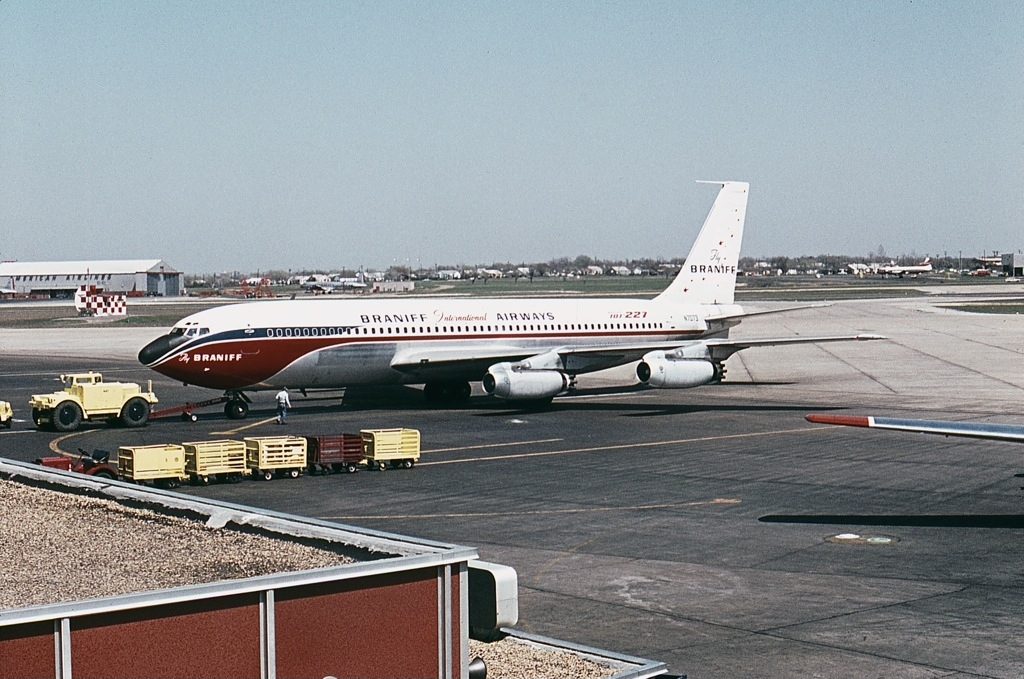
ブラニフ航空のボーイング707-220型

最初に作られ、パンアメリカン航空に納入された707が、プラット・アンド・ホイットニー(P&W)のターボジェットエンジン「JT3C」型を搭載した-120である。
当初、707では操舵に油圧式ではなく人力による操縦装置を採用していた。既にボーイングではB-47において油圧式の操縦装置を採用しており、技術的には後退ともみられるが、油圧式の採用は安全性を確保するために装置の二重化や三重化などが必要となる ことから、旅客機という商品においては人力式のほうが保守性・信頼性とも優れており、コスト的にも有利と考えられた からである。しかし、実際に航空会社への引渡しが開始されると、操縦訓練での事故が多発した。片側のエンジンが2つ停止した状態では、必要な操舵力を人力では賄えなかったのである。
また、垂直尾翼の大きさが不足気味で、ダッチロール（尻を振るような横揺れ現象）が発生する事象も指摘された。垂直尾翼と方向舵の面積を拡大することで改善可能であった が、そのようにすると人力操舵では舵効き不足がさらに顕著になる。
その後、これらの欠点は油圧式操縦装置の採用と垂直尾翼・方向舵の面積拡大により改良され、その知識は後の-320の設計時でも活かされた。
燃費が悪く航続距離が短かったため、大西洋横断飛行を行う場合はアイルランドのシャノンやカナダのガンダー、グースベイなどに給油のため1、2回着陸せねばならず、せっかくのスピードを存分に生かすことができなかった。
変種として、当時から長距離路線を多く運航していたオーストラリアのカンタス航空の要望により、航続距離延長を目的に胴体を短縮したタイプ「-138」がある。後にエンジンをJT3Dターボファンエンジンに換装された120Bも登場し、他社に転籍した後も1980年代初頭まで活躍した。

### -220
-120の機体に「JT3C」型エンジンのパワーアップ版の「JT4A」型を搭載したのが-220である。燃費効率が悪く航空会社からの評判が悪かったため、わずか5機がブラニフ航空に納入されたにとどまった。

### -320 "Intercontinental"

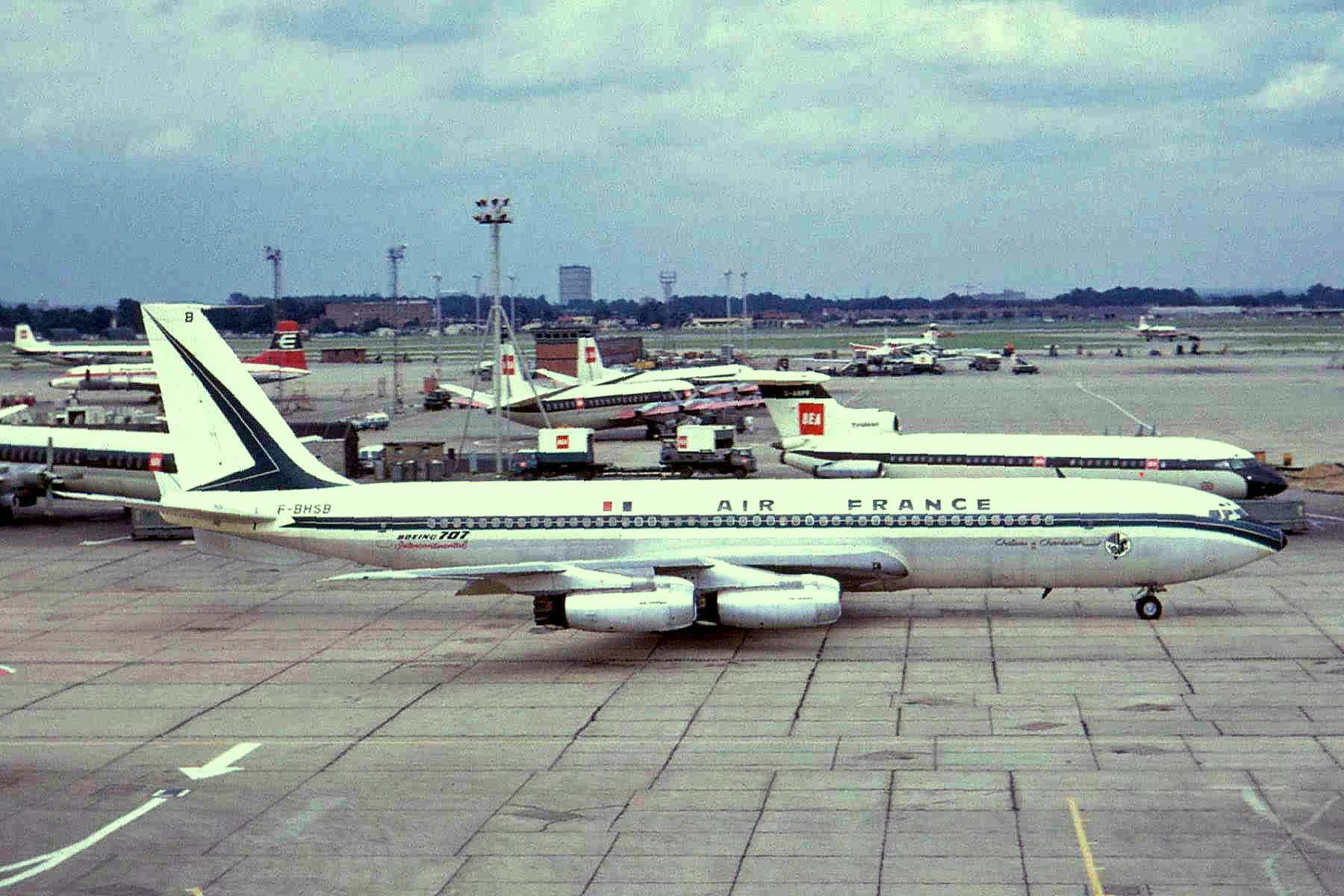
エールフランスのボーイング707-320「インターコンチネンタル」

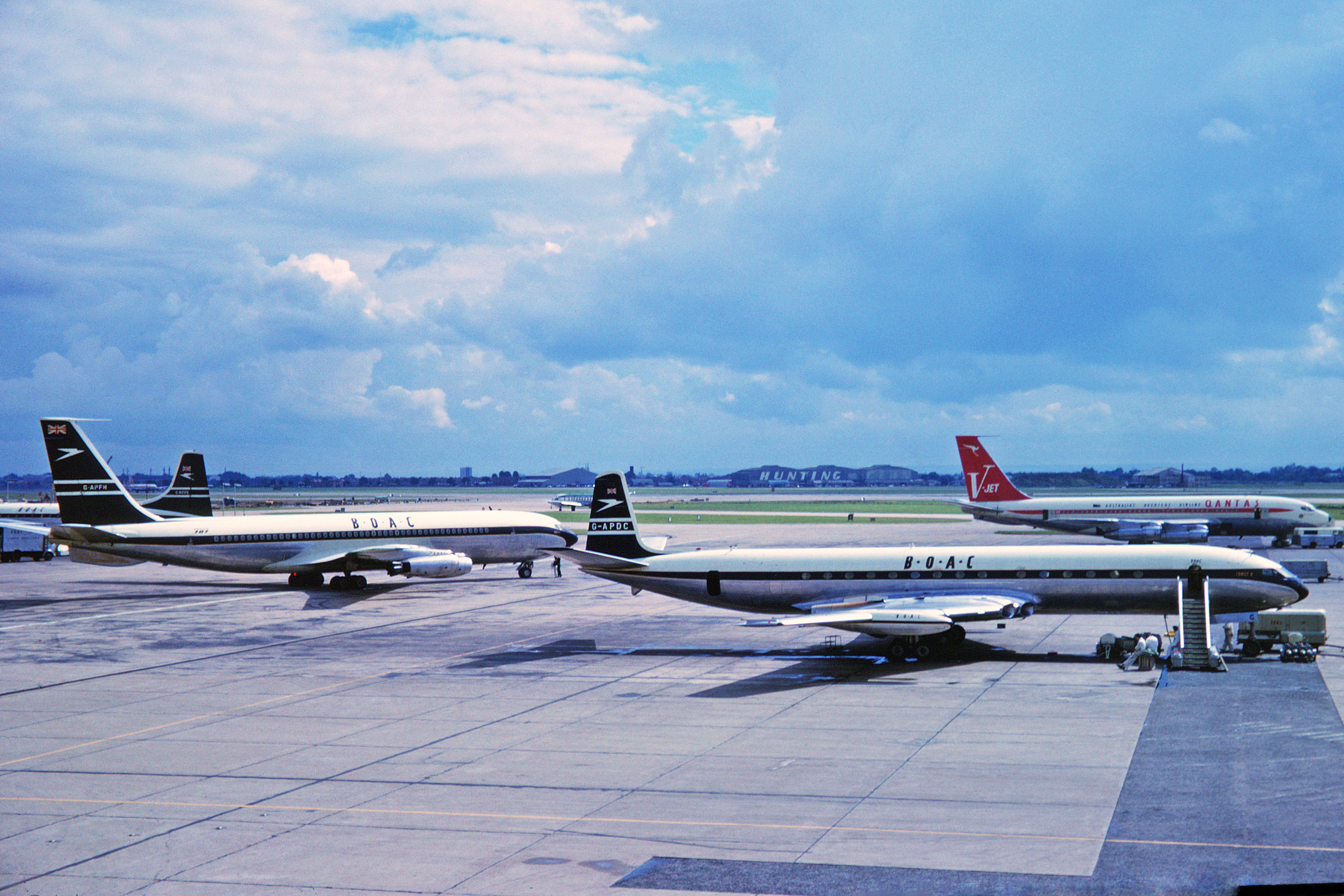
英国海外航空のボーイング707-436とコメットMk.IV

-220の胴体と翼を延長し搭載量を増した発展型で、燃料搭載量が増加し航続距離が延びたことを誇示するために「Intercontinental（インターコンチネンタル=大陸間飛行）」の愛称が付けられた。この愛称はボーイング747-8で再度使用されている。

### -320B/C
-320にP&W製のターボファンエンジン「JT3D-3B」型を搭載したのが-320Bである。ターボファン化により燃費が大幅に向上し航続距離が伸びたため、東京-モスクワ間ノンストップ飛行や、偏西風などの天候条件が揃い搭載量の制限を行えば太平洋無着陸飛行も可能になった。320Bの貨客混載型（あるいは純貨物型）が-320Cである。後に、より強力なJT3D-7を搭載するタイプも登場した。

### -420
-320型をベースに、イギリス製のターボファンエンジン、ロールス・ロイス・コンウェイ「Mk.508」型を搭載したのが-420である。コメット4に代わる長距離用機材として開発されていたものの、開発が遅延していたイギリス製のビッカース VC10やコメットの代替機を欲していた英国海外航空（現在のブリティッシュ・エアウェイズ）の依頼によって開発された。
英国海外航空の他にもルフトハンザやヴァリグ・ブラジル航空、エル・アル航空に導入されたほか、エア・インディアなどのイギリス連邦諸国の航空会社で使用された。
なお、英国海外航空では、イギリス製のロールス・ロイスエンジンであることを誇示するために、広告などにおいて、「ボーイング707」ではなく、「ロールス・ロイス707」と表記されていた。

### -700
エンジンを高バイパス比、低騒音型のCFM56に換装した機体。ボーイング757との競合を避けるため試作のみに終わり実現しなかったが、このエンジン換装は同系列の軍用機であるE-3やKC-135などに採り入れられた。
一方、ライバル機であるダグラスDC-8は、1972年に生産を終了していたものの、1980年代にCFM56へのエンジン換装を正式採用しており、結果として707よりも多く民間機として現役に留まることになった。

### 707RE

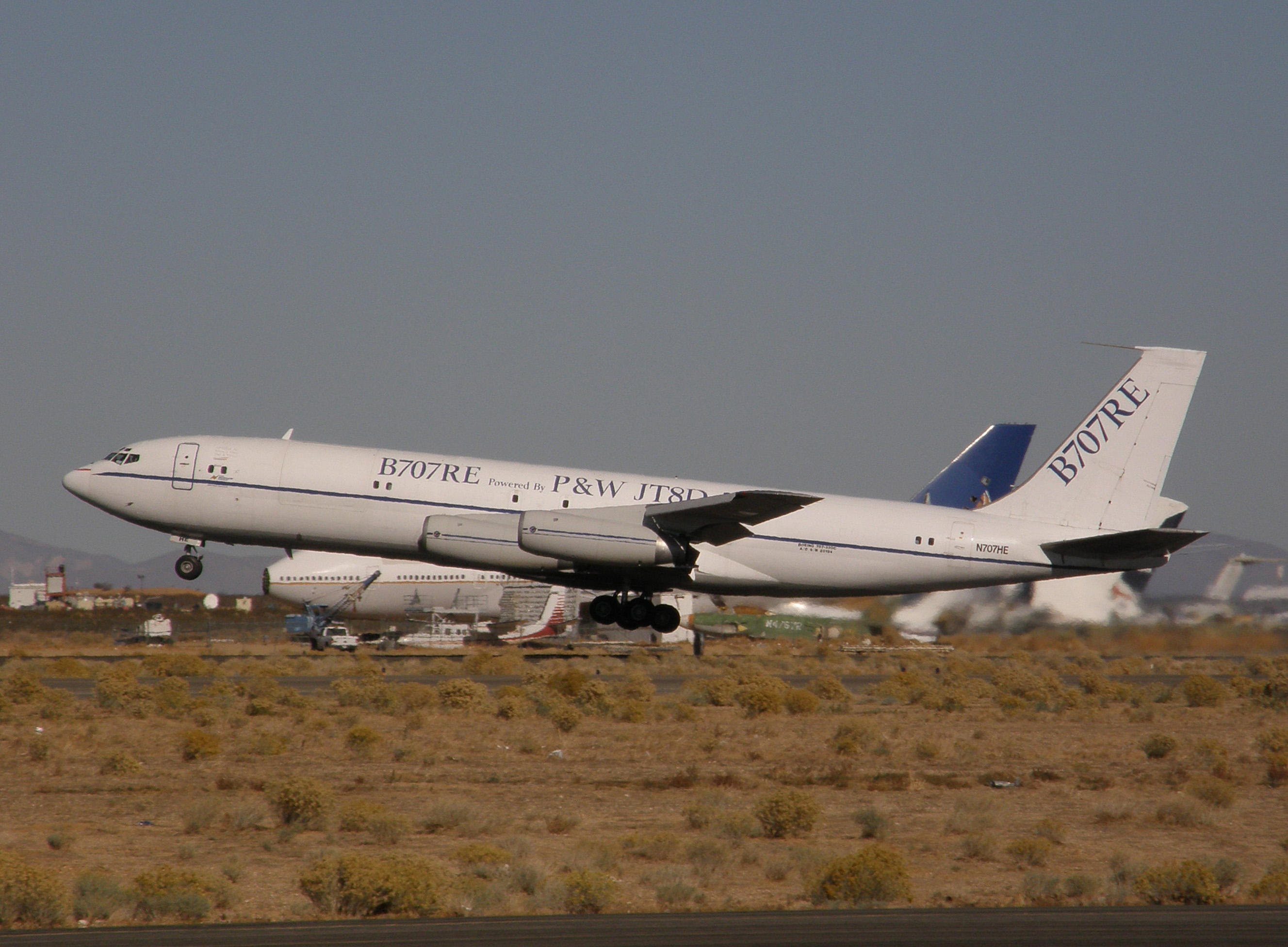
ボーイング707RE

エンジンを低騒音型のプラット&ホイットニーJT8D-219に換装した機体。JT8D-219はCFM56の半分のコストで換装できるとされ、E-8やNATOのE-3の換装用エンジンとして提案されている。

### ボーイング720

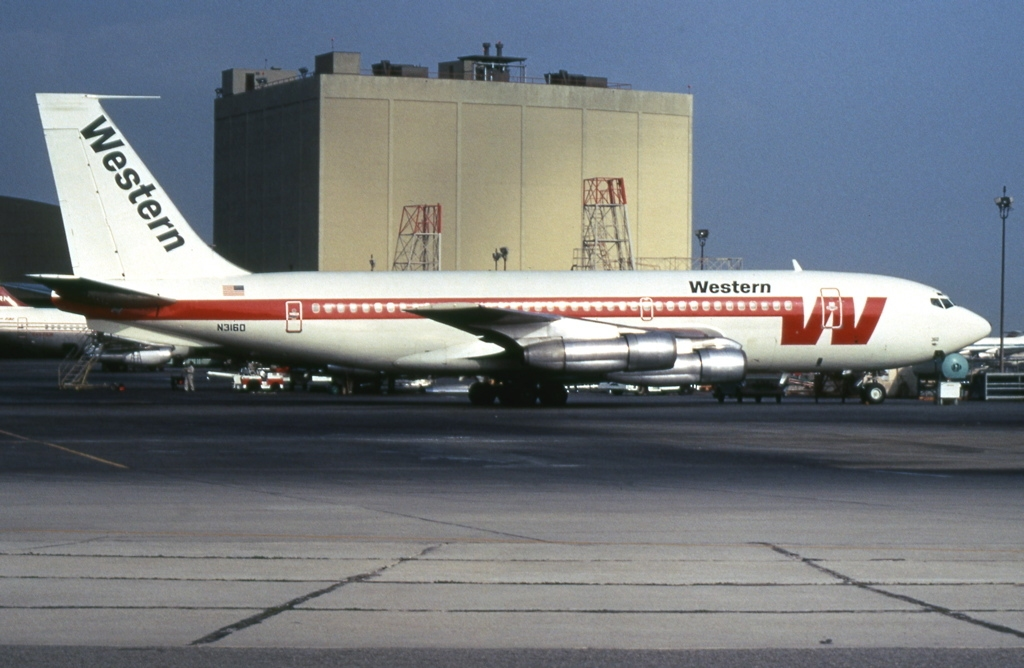
ウェスタン航空のボーイング720-047B

Boeing 720

707-020とも呼ばれる。当時まだターボプロップ機やレシプロ機が主流を占めていた、アメリカ国内線やヨーロッパ域内線などの高需要路線を中心とした短・中距離路線への就航を狙って開発されたバージョンで、カンタス航空の要求で開発した707-138をもとに、-120の胴体を2.54m縮め、少なくなったペイロードと燃料搭載量に対応して軽量化したものである。主翼前縁内側の形状を変更して、空力も改善されている。1960年6月に型式証明を得て、翌7月にユナイテッド航空により初就航し、後に「JT3D」型エンジンに換装された720Bも登場した。
同様のコンセプトで開発されたコンベアのCV-880や同CV-990などと競合し、イースタン航空、ウエスタン航空などに導入されたが、まもなく同規模のキャパシティを持つ727やダグラス DC-9等の、より本格的で効率の良い本格的な短・中距離向けジェット機が1960年代中盤に就航したため、154機と少数の生産で終わった。また、貨物型や貨客両用型は作られなかった。
アジアではパキスタン国際航空やサウジアラビア航空、大韓航空などが導入し、大韓航空は日本乗り入れにも使用した。またベトナム戦争に従軍するアメリカ軍将兵の輸送用にチャーターされた機材がモノクラスに換装され、アメリカ本土のトラヴィス空軍基地（IATA : SUU、ICAO : KSUU） から横田基地へのノンストップ・シャトル便に使用された。

### 軍用機
アメリカ空軍の軍用機として下記のような機体が製作された。
C-137
輸送機。海外でもこの名称で使用されていることがある。
VC-137 ストラトライナー
大統領専用機。ケネディ政権時からレーガン時にかけての28年間、いわゆる「エアフォースワン」として使用された。
後継機はVC-25（747-200）だが、その後も747が着陸できない地方空港への飛行時に使用されたり、副大統領や国務長官の機として使用されたこともある。最終的にC-32（757-200）の就航に伴い全機引退。
E-3 セントリー
早期警戒管制機（AWACS）。背面に長距離レーダー用の大型レドームを搭載しているのが特徴。
米軍の他にイギリス空軍などでも導入された。
E-6 マーキュリー
通信中継機。超長波（VLF）を用いて潜航中の潜水艦との通信中継任務を行う他、後にアメリカ戦略軍のコマンドポスト（空中指揮機）としての任務も付与された。
E-8 J-STARS
対地監視レーダーを用いて地上目標を監視し、味方地上部隊の指揮統制を行うことを目的とした「対地版AWACS」。中古の707-320をノースロップ・グラマンが改造した。
他にも、ドイツ空軍、イタリア空軍、チリ空軍、ブラジル空軍、南アフリカ空軍など、世界中の空軍や政府で採用されており、新造機を購入した国もいるものの航空会社から大量に放出されたこともあって中古機を購入した国が多い。長距離輸送機としてだけでなく空中給油機やシギント機など特殊任務用に改造されたものも多い。しかし老朽化が進んでいることもあり、2000年代以降は数を減らしつつある。
イラン空軍はイラン革命前にボーイング707を空中給油機として導入した。現在でも運用されているとみられ、一部は空中給油装備を取り外して上述のサーハー航空で運航されていた。
イスラエル空軍は1960年代よりボーイング377型機をベースとした輸送機、電子戦機、空中給油機(KC-97)などの運用を行っており、1970年代にボーイング707型機への更新をおこなってから現在も第120飛行隊において運用を続けている。イスラエル空軍の空中給油機はKC-707と呼称され、独自開発した遠隔操作式のフライングブームを備え、キャビン内には追加の燃料タンクを搭載している。
フォークランド紛争中、アルゼンチン空軍は、航続距離の長いボーイング707輸送機をイギリス機動部隊に対する洋上哨戒・索敵活動に使用し、1982年4月21日・23日にはイギリス機動部隊への触接に成功したが、いずれも母艦を発進したイギリス海軍のシーハリアーによる退去措置がなされたことから、アルゼンチン空軍はボーイング707による索敵活動を中止した。
チリ空軍は、EL/M-2075ファルコン早期警戒レーダーを備えた、EB-707コンドルと呼称される改造機を早期警戒機として運用している。
一般のマスコミなどでよく混同されるが、KC-135とC-135は707の原型機である367-80をベースにしており、胴体の直径もやや小さいなど、厳密には707とは別の機種である。

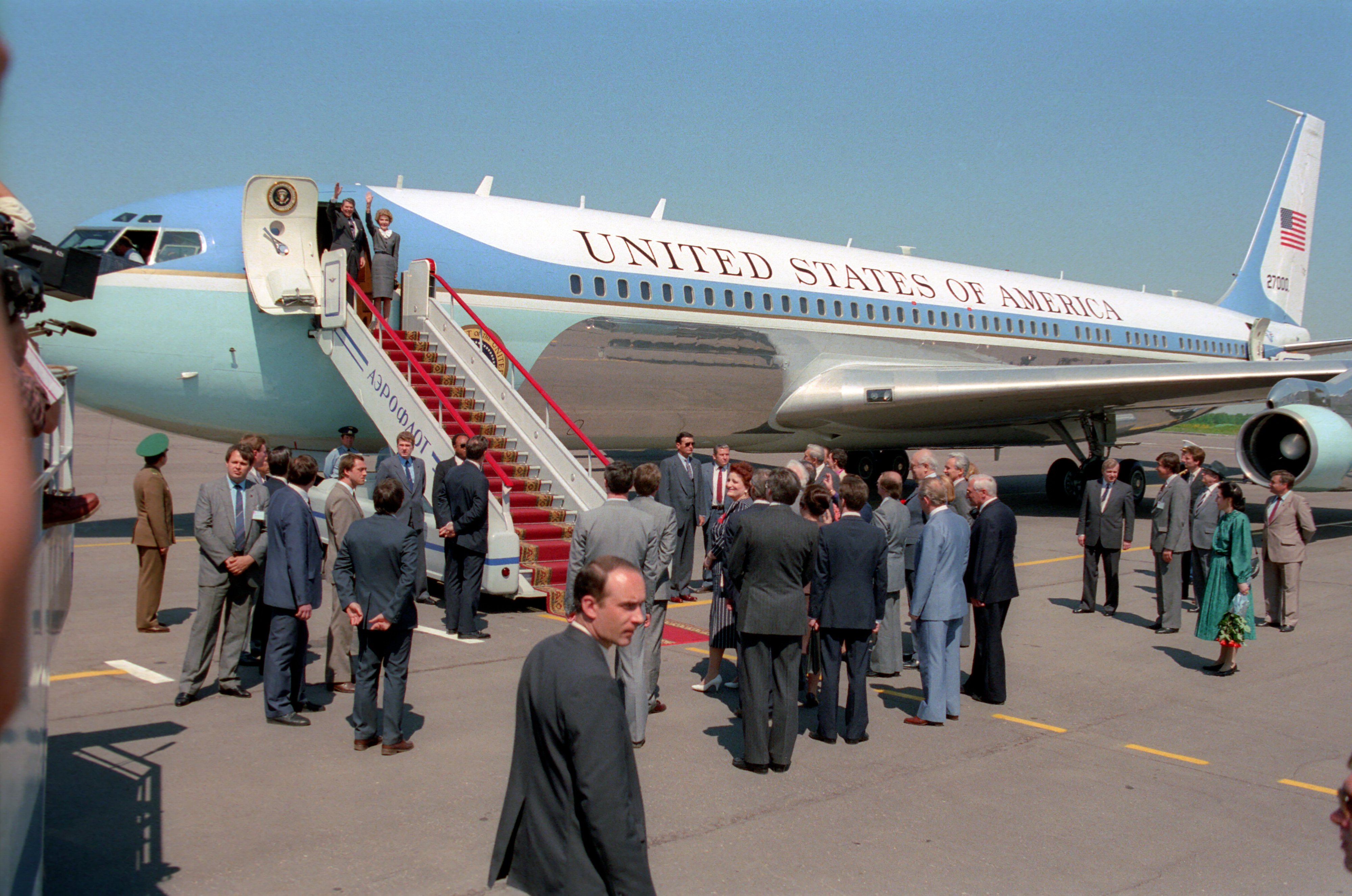
VC-137 "エアフォースワン"
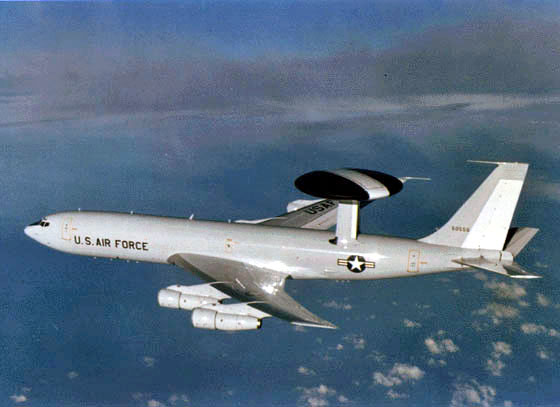
E-3"セントリー"空中警戒機
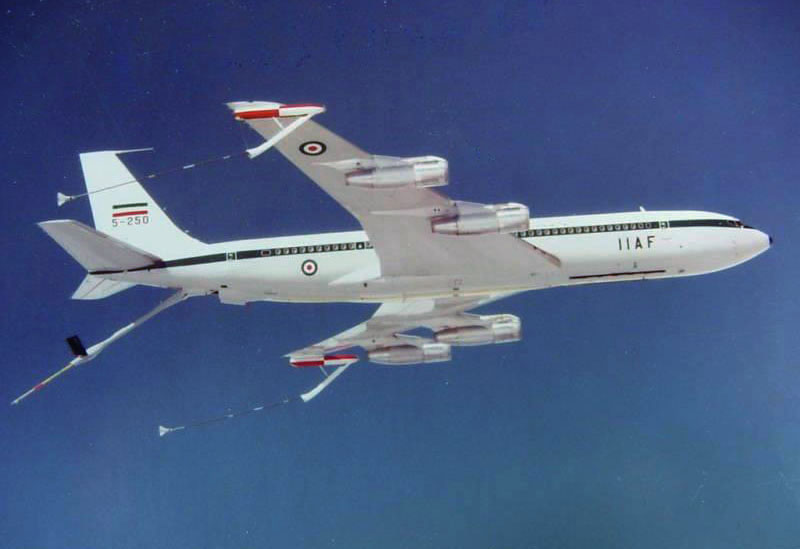
フライングブームとホース・アンド・ドローグ式給油ポッドの両方を備えたイラン空軍のボーイング707
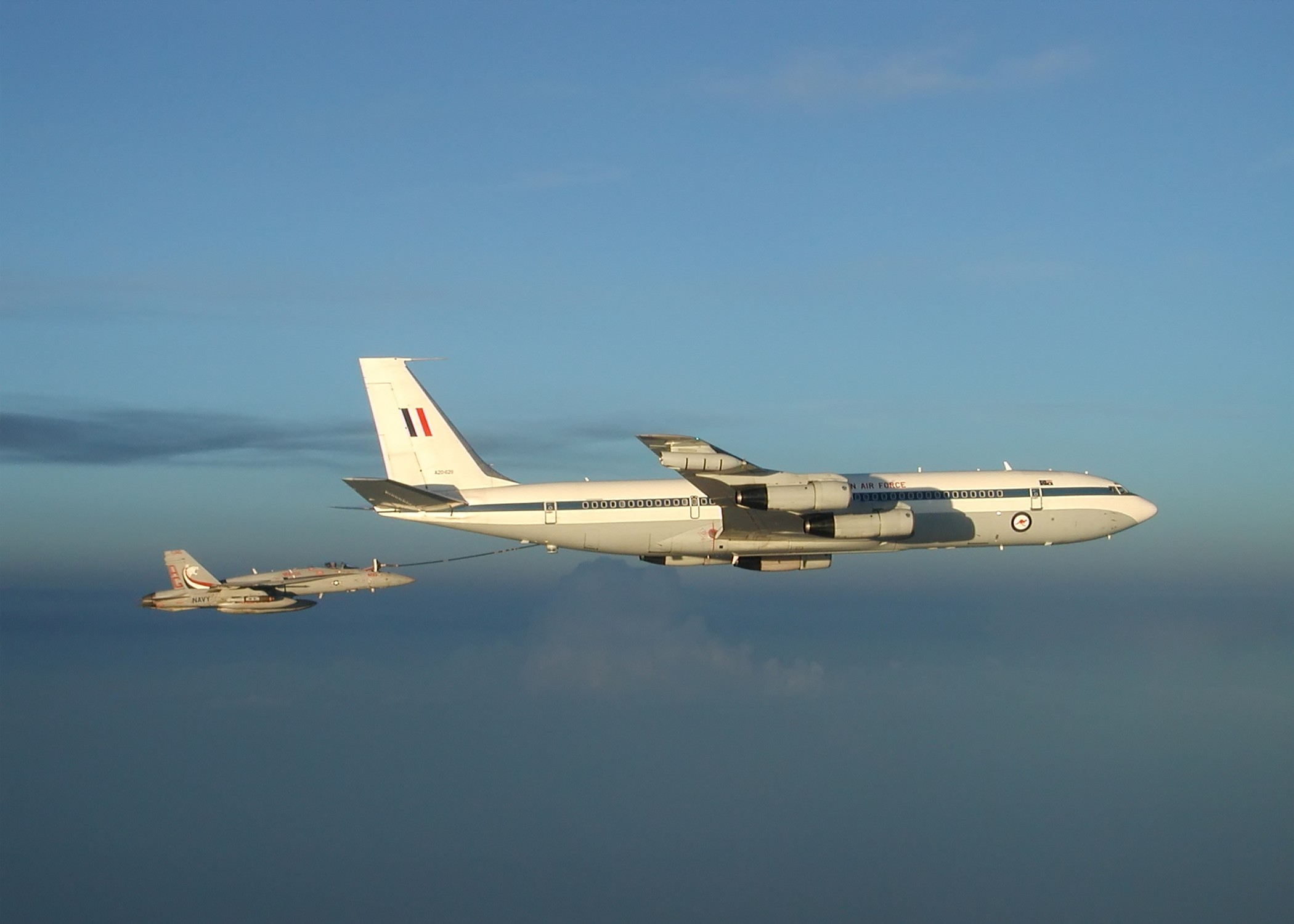
F/A-18へ空中給油を行うオーストラリア空軍のボーイング707
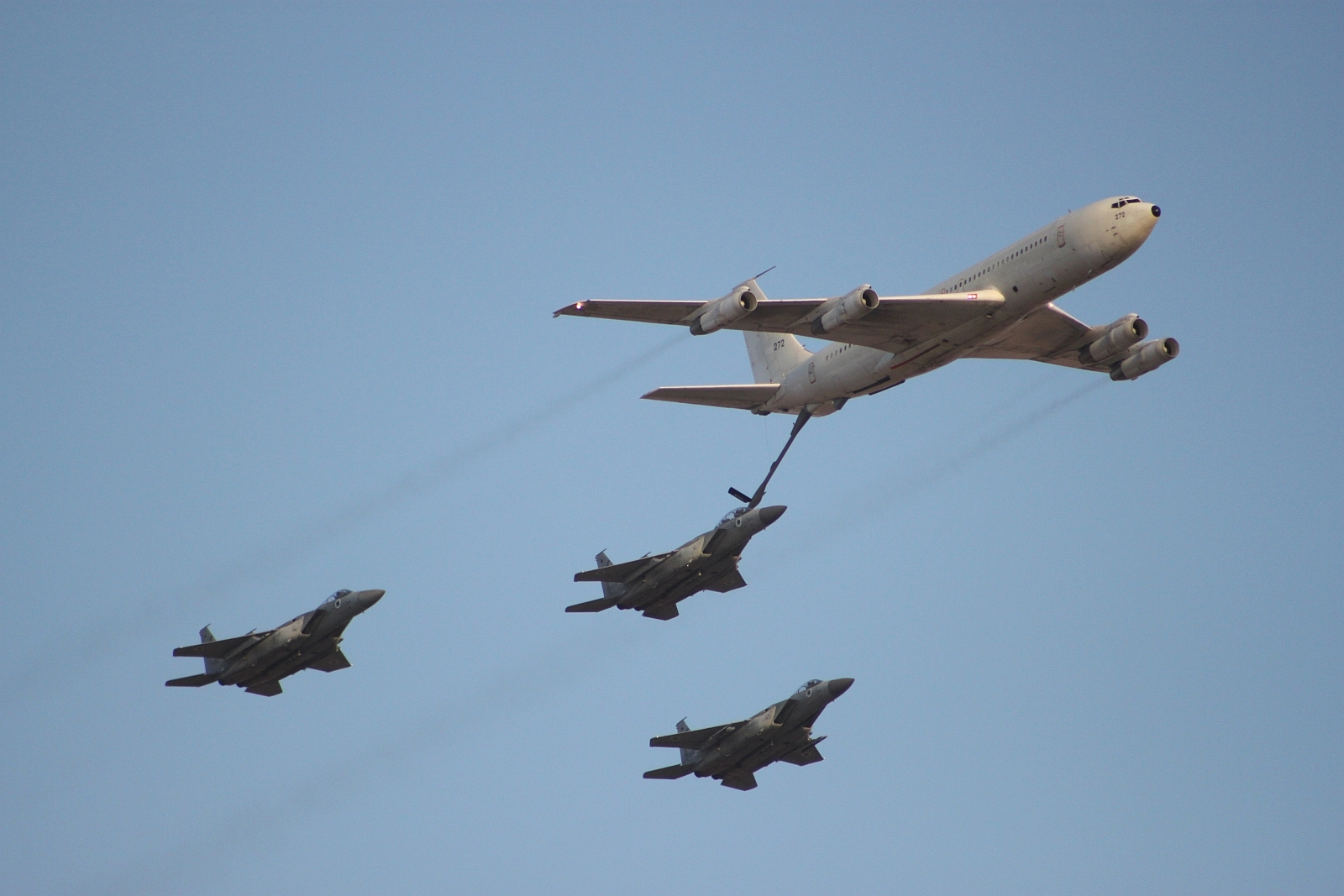
F-15に空中給油を行うイスラエル空軍第120飛行隊のKC-707
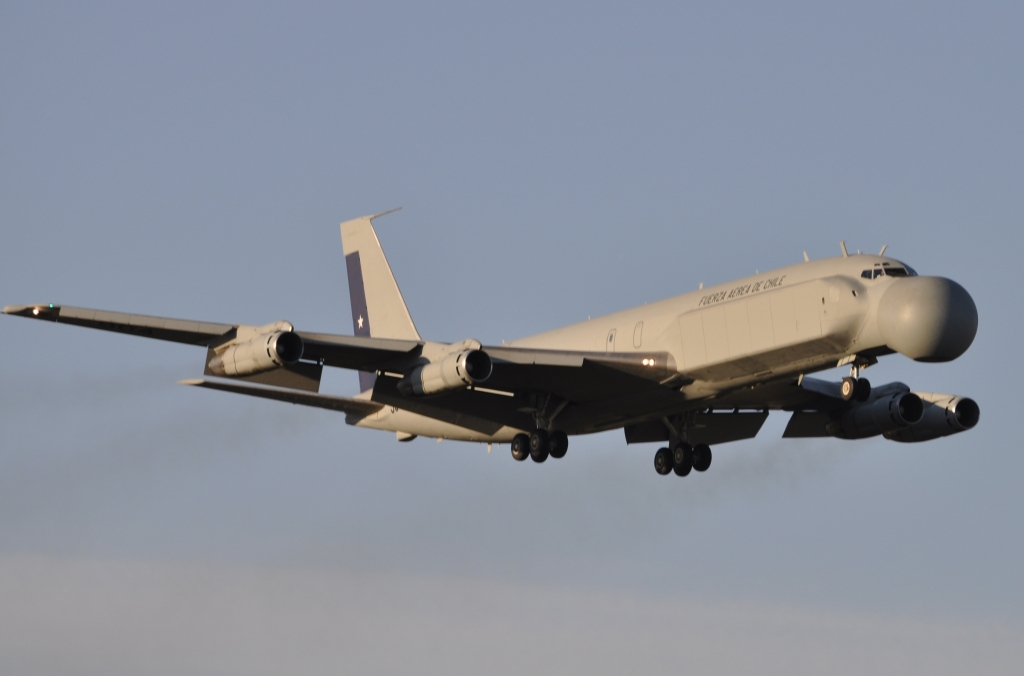
チリ空軍の早期警戒機EB-707コンドル

### コピー機
中華人民共和国の上海航空機製造会社が、中国民航（CAAC）にあった707を無断で分解調査し、デッドコピーした模造機Y-10「上海」を1970年代に製作（エンジンは707のスペアを使用）した。
ボーイングは既に型落ちとなっていた707のコピーを事実上黙認し、Y-10は2機（うち1機は構造試験機）が製造され飛行にも成功したが、量産には至らなかった。開発計画が立ったのは中華人民共和国と欧米の関係が悪化していた時代であったが、その後欧米との関係修復が進み、自国内で生産するより欧米の航空機を買ったほうがずっと安くなってしまったためである。

## 仕様
|                        | 707-120B                                                   | 707-320B                                                               | 720                                                          |
| ---------------------- | ---------------------------------------------------------- | ---------------------------------------------------------------------- | ------------------------------------------------------------ |
| 乗員                   | 4（正操縦士、副操縦士、機関士、航法士）                    | 4（正操縦士、副操縦士、機関士、航法士）                                | 4（正操縦士、副操縦士、機関士、航法士）                      |
| 全長                   | 44.22m                                                     | 46.42m                                                                 | 41.25m                                                       |
| 全幅                   | 39.90m                                                     | 44.42m                                                                 | 39.90m                                                       |
| 全高                   | 11.79m                                                     | 12.93m                                                                 | 12.65m                                                       |
| 乗客数                 | 110(2クラス) 189(1クラス)                                  | 147(2クラス) 189(1クラス)                                              | 149                                                          |
| 最大離陸重量           | 257,000 lb (116,570 kg)                                    | 333,600 lb (151,320 kg)                                                | 222,000 lb (100,800 kg)                                      |
| 航続距離（最大燃料時） | 8,704 km                                                   | 10,650 km                                                              | 7,040 km                                                     |
| 巡行速度               | 1,000 km/h (マッハ0.81)                                    | 972 km/h (マッハ0.79)                                                  | 1,000 km/h (マッハ0.81)                                      |
| エンジン               | 4基の 75.6 kN (17,000 lbf) P&W JT3D-1 ターボファンエンジン | 4基の 80 kN (18,000 lbf) JT3D-3又は、4基の 84.4 kN (19,000 lbf) JT3D-7 | 4基の 53.3 kN (12,000 lbf) P&W JT3C-7 ターボジェットエンジン |

## 主な運航会社
- パンアメリカン航空
- トランス・ワールド航空
- アメリカン航空
- エールフランス
- ノースウエスト航空
- カンタス航空

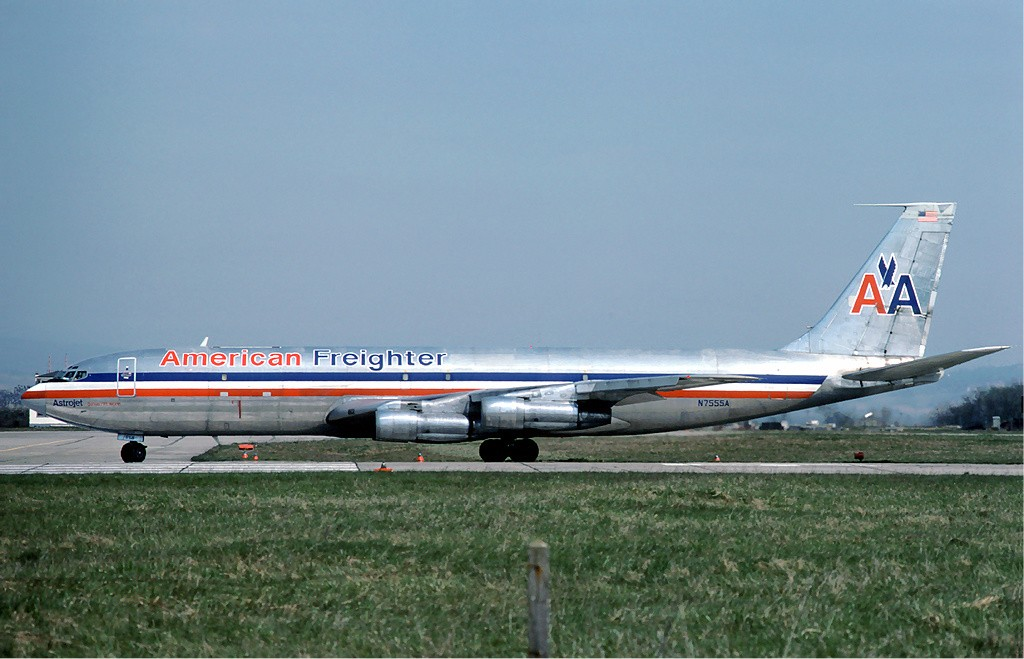
アメリカン航空のボーイング707-320F

- 英国海外航空（現在のブリティッシュ・エアウェイズ）
- ルフトハンザドイツ航空
- パキスタン国際航空
- ブリティッシュ・カレドニアン航空
- ロサンゼルス・ドジャース（ボーイング720）

## 主な事故や事件

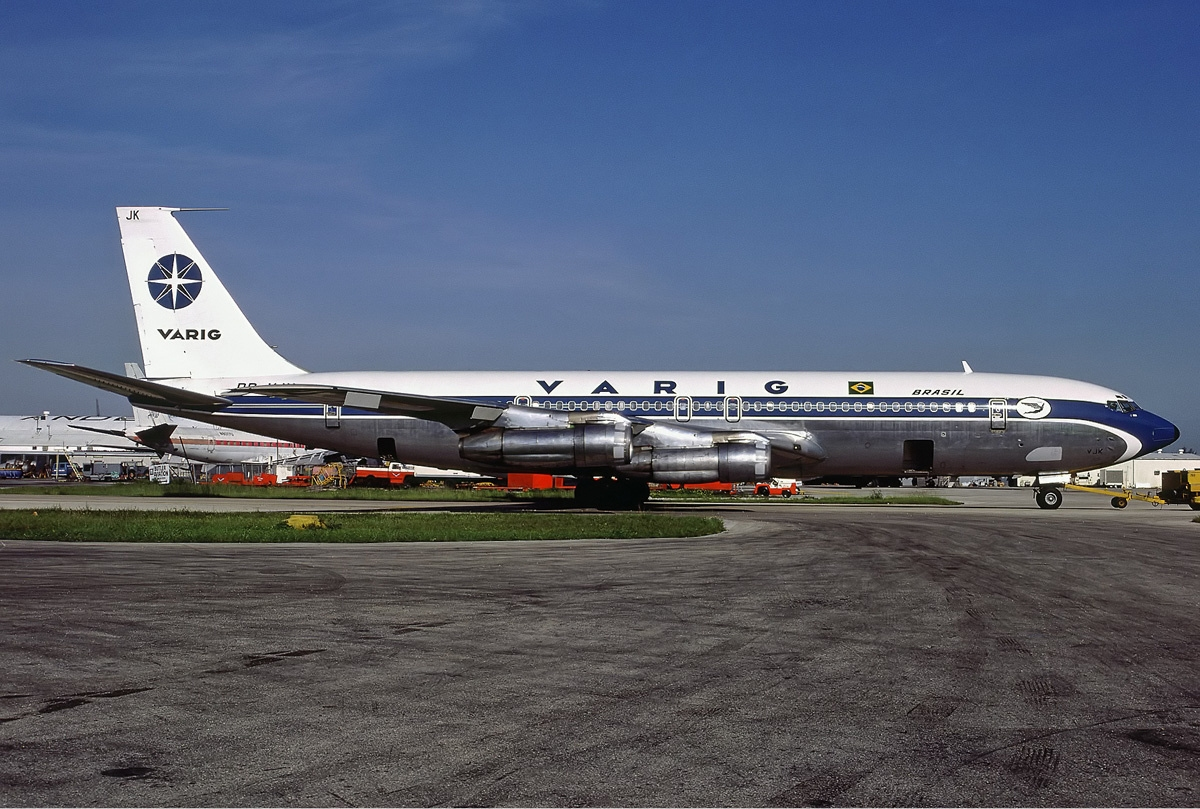
ヴァリグ・ブラジル航空のボーイング707-320C

DC-8やコンベア880と同じく、ジェット機の安全対策に関する知識が未熟な黎明期に開発・製造された機種であるため、現代に運航される機種に比べると航空事故や重大インシデントは比較的多かったといえる。しかし、これらの原因究明と度重なる改善・改良によって得られた知見は、今日の安全性向上に大きな役割を果たしている。

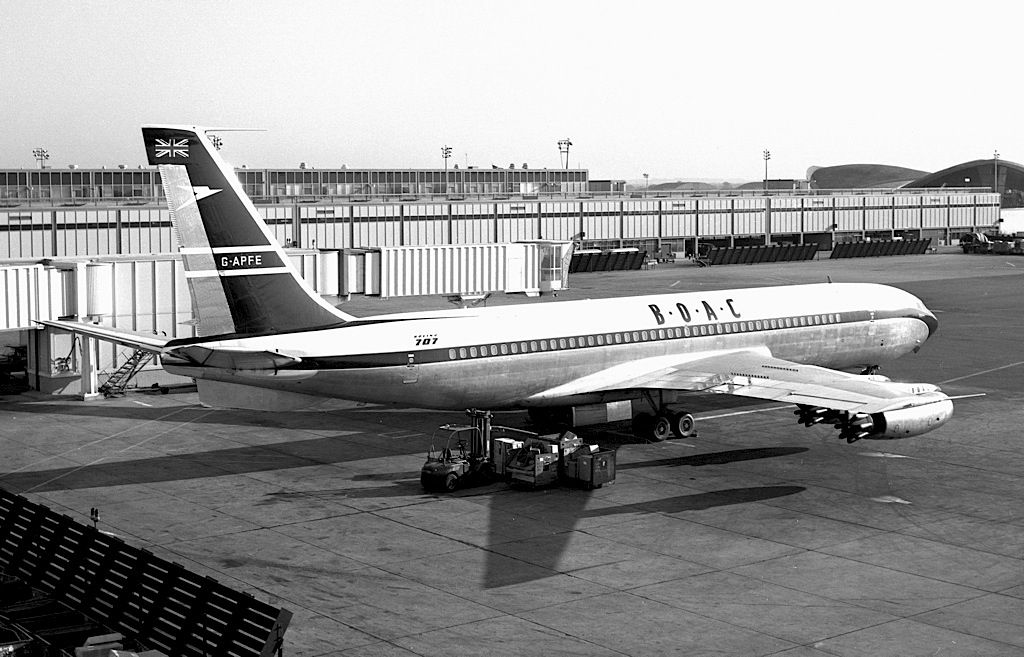
英国海外航空のボーイング707-436（ G-APFE）

- 1961年2月15日:サベナ・ベルギー航空548便（707-320）、ブリュッセル国際空港着陸直前に機体制御を失い墜落。世界フィギュアスケート選手権の開催地に向かっていたアメリカ合衆国代表の選手らを含む73人死亡。この事故の影響でこの年の世界フィギュアスケート選手権は中止となった（サベナ航空548便墜落事故）。
- 1962年6月3日:エールフランス007便（707-328）、パリのオルリー国際空港の離陸に失敗し滑走路をオーバーラン。130人死亡（エールフランス007便離陸失敗事故）。1966年に全日空羽田沖墜落事故（乗客乗員133名死亡）が発生するまで、単独機としては世界最悪の事故であった。
- 1966年3月5日:英国海外航空（BOAC）911便（707-420）、富士山上空で山岳乱気流に揉まれ空中分解・墜落。124人死亡（英国海外航空機空中分解事故）。
- 1968年12月26日:パンアメリカン航空799便（707-321C）、アラスカ州エルメンドルフ空軍基地を離陸直後にフラップの出し忘れと、警報システムの故障のために墜落した。乗員3人死亡。
- 1973年7月11日：ヴァリグ・ブラジル航空820便（707-320）、パリのオルリー空港への着陸進入中に機内で火災が発生、不時着を試みたが空港近辺に墜落した。124名が死亡。(ヴァリグ・ブラジル航空820便墜落事故)
- 1974年1月30日:パンアメリカン航空806便（707-320）、アメリカ領サモア諸島トゥトゥイラ島パゴパゴに着陸進入中にウィンドシアーが原因でパゴパゴ空港手前に墜落した。97人死亡。（パンアメリカン航空806便墜落事故）
- 1974年9月：オランダでハーグ事件を起こした日本赤軍メンバーが逃走に使用。
- 1978年4月21日:大韓航空KAL902便（707-320）、ソ連領空を領空侵犯し、ソ連空軍機に空対空ミサイルで攻撃されムルマンスク半島の凍結湖に不時着。死者2人（大韓航空機銃撃事件）。
- 1979年1月30日:ヴァリグ・ブラジル航空967便（707F）、成田空港を離陸後太平洋上で行方不明になる。原因不明。5人死亡。なおこの時の機長は上記の820便の事故で生還した人物であった（ヴァリグ・ブラジル航空967便遭難事故）。
- 1987年11月29日:大韓航空858便（707-320）、アブダビからバンコクへ向かう途中、ベンガル湾上で北朝鮮の工作員によって爆破された（大韓航空機爆破事件）。なお、当時の時刻表によると、この便はバグダッド発アブダビ・バンコク経由ソウル行で、使用機材がマクドネル・ダグラス DC-10だったが、この日は同機材に機材変更がなされていた。
- 1990年1月25日:アビアンカ航空52便（707-320）、ニューヨークのジョン・F・ケネディ国際空港に着陸進入中、ニューヨーク州コープ・ネックに燃料切れのため墜落。73名が死亡（アビアンカ航空52便墜落事故）。

## エピソード

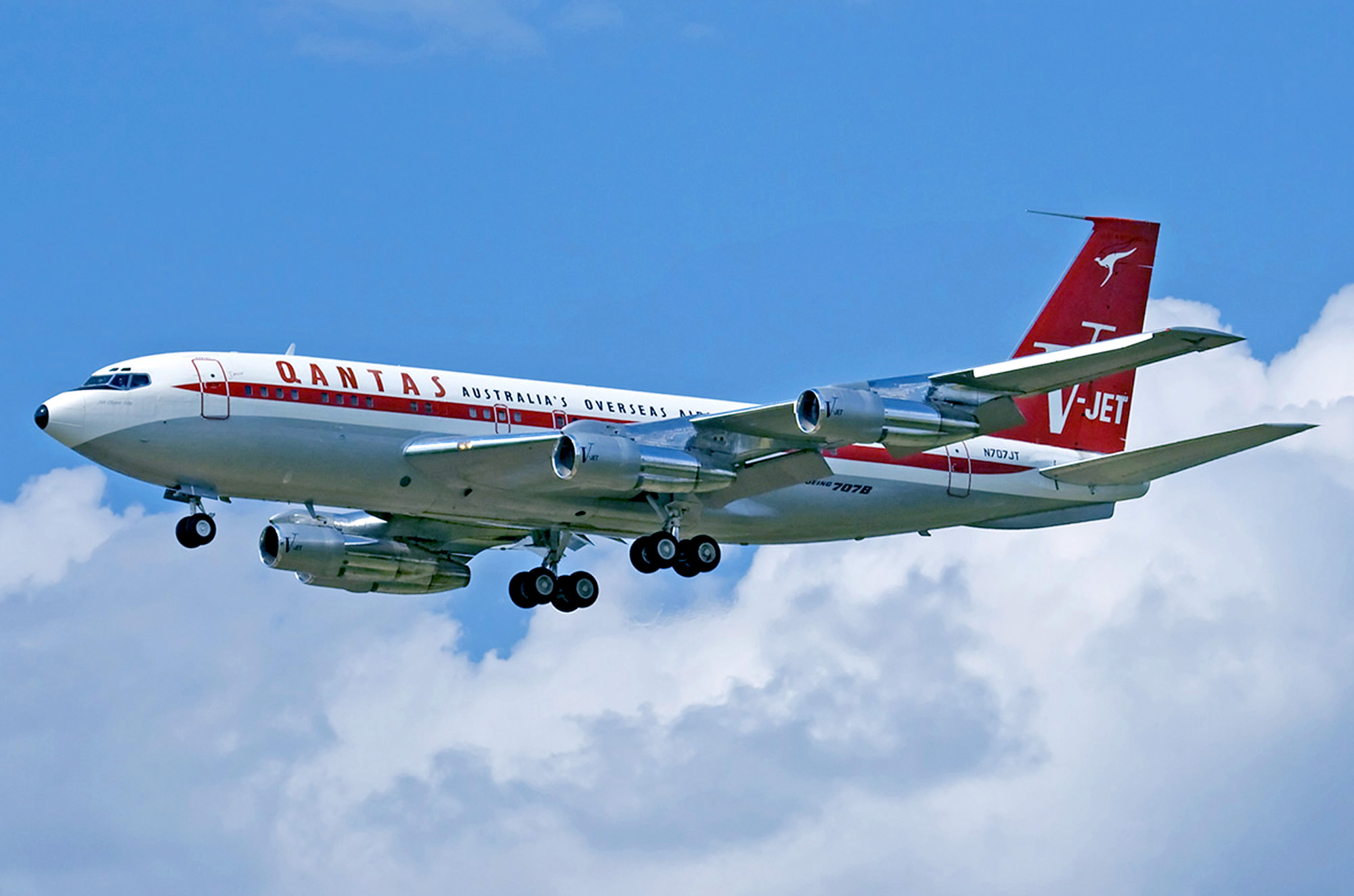
カンタス航空のボーイング707-138型（ジョン・トラボルタ所有機）

- 本機の原型機367-80には、デモフライトでバレルロールを披露した、という武勇伝的エピソードがある。詳細はボーイング367-80#エピソードを参照。
- 航空機マニアで知られる俳優ジョン・トラボルタの所有機のうちの1つで、元カンタス航空の-138を購入した。その後このことがきっかけでトラボルタはカンタス航空の親善大使に任命され、この機材も導入当時のカンタス航空の塗装に変更された。2004年には所有するボーイング707を自ら操縦し来日、2010年1月のハイチ地震の際には、自らの操縦でハイチに救援物資を輸送した。その後2017年には同機がオーストラリア・ニューサウスウェールズ州アルビオンパークの歴史的航空機復元協会(HARS)に寄贈されることが発表され、今後オーストラリアへ移送するための修復作業が行われることとなる[5][6]。
- 1964年2月のビートルズ初訪米の際に使用されたパンアメリカン航空のボーイング707「Jet Clipper Yankee（N763PA）」は、ヒースロー国際空港からアイドルワイルド国際空港へ向かうPA102便の運航時に「Jet Clipper Beatles」と特に命名された。
- ジェット機時代のアイコン的な扱いを受けることが多く、1960-70年代にかけて007シリーズ第2作の『007 ロシアより愛をこめて』や『若大将シリーズ 』、『燃えよドラゴン』や、後年それらの時代を回顧して取り上げた『キャッチ・ミー・イフ・ユー・キャン』など、多数の映画に登場している。1970年の大作パニック映画『大空港』では、707の実機をチャーターしての大規模ロケーション撮影が行われ、全編にわたりドラマの影の主役ともいうべき活躍ぶりを見せた。
- ワールドトレードセンターのツインタワーは、建造当時は世界最大の旅客機であった本機が衝突しても倒壊しない強度で設計されていた。しかし、アメリカ同時多発テロでは大規模な火災が発生し、最終的に倒壊した。これは衝突後に発生する火災やその熱による損傷までは考慮された設計ではなかった為である。

## 日本におけるボーイング707

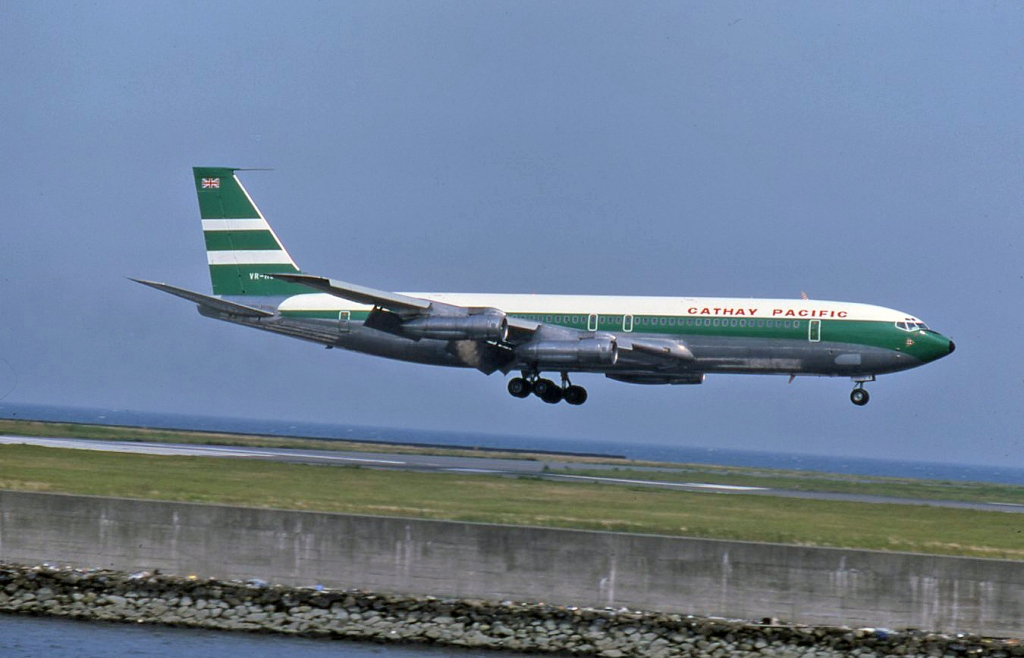
羽田空港に着陸するキャセイパシフィック航空のボーイング707

日本航空は国際線用のジェット旅客機としてダグラス DC-8を選択したため、ボーイング707を導入しなかったが、日本にはパンアメリカン航空、ノースウエスト航空やヴァリグブラジル航空、キャセイパシフィック航空、エア・インディア、TMAレバノン航空、ルフトハンザドイツ航空、カンタス航空など、多くの日本国外の航空会社が日本路線にボーイング707を就航させ、1990年代まで定期就航していた。
また、東京オリンピック開催時には、多くのボーイング707が特別機として乗り入れたほか、現在に至るまで多くの機材が政府専用機として乗り入れている。
なお、エールフランスが日本航空とともに東京国際空港 - オルリー空港（パリ）間に共同運航便を運航していたことから、1960年代前半に、エールフランスのボーイング707に日本航空のロゴを入れ、客室乗務員を乗務させ同路線を運航していた。エールフランスのF-BJCMはリース会社経由でミネベア航空が購入し貨物機としたが、DC-10への入れ替えで売却されE-8のベース機となった。